# Mercedes-Benz SL-Klasse
Die SL-Klasse bezeichnet die Fahrzeuge von Mercedes-Benz mit dem Buchstaben „SL“ im Modellnamen. Es sind vornehmlich Roadster; in früheren Baureihen gab es auch Coupé-Versionen.
Der Begriff SL-Klasse wurde erst Mitte der 1990er Jahre als Folge des neu eingeführten Begriffs E-Klasse geprägt und von ihm abgeleitet. Zuvor wurden Fahrzeuge dieser Klasse oft einfach „SL-Modell“ genannt. Das Kürzel „SL“ stand ursprünglich für „super-leicht“, wurde später aber auch mit „Sport Leicht“ übersetzt. Die Daimler AG verwendete lange Zeit beide Erklärungen, bis 2017 ein Archivfund die ursprüngliche Bedeutung klarstellte (vgl. Sport Leicht oder Super Leicht?).
Bis Ende 2009 wurden seit der Einführung des ersten SL-Roadsters 1957 über 650.000 Sportwagen an Kunden weltweit übergeben.

## Baureihen im Überblick

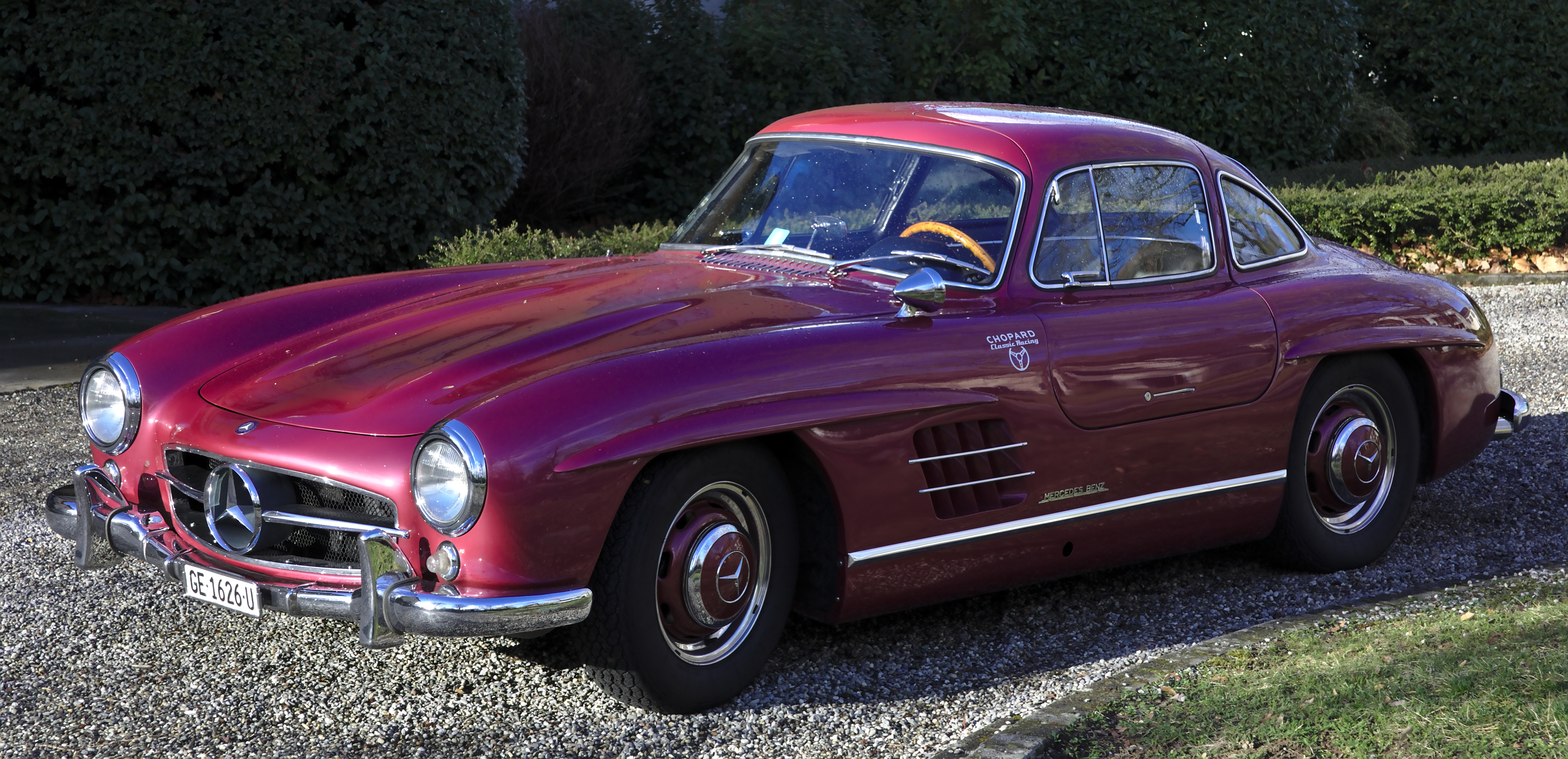
Mercedes-Benz W 198 (1954–1963)
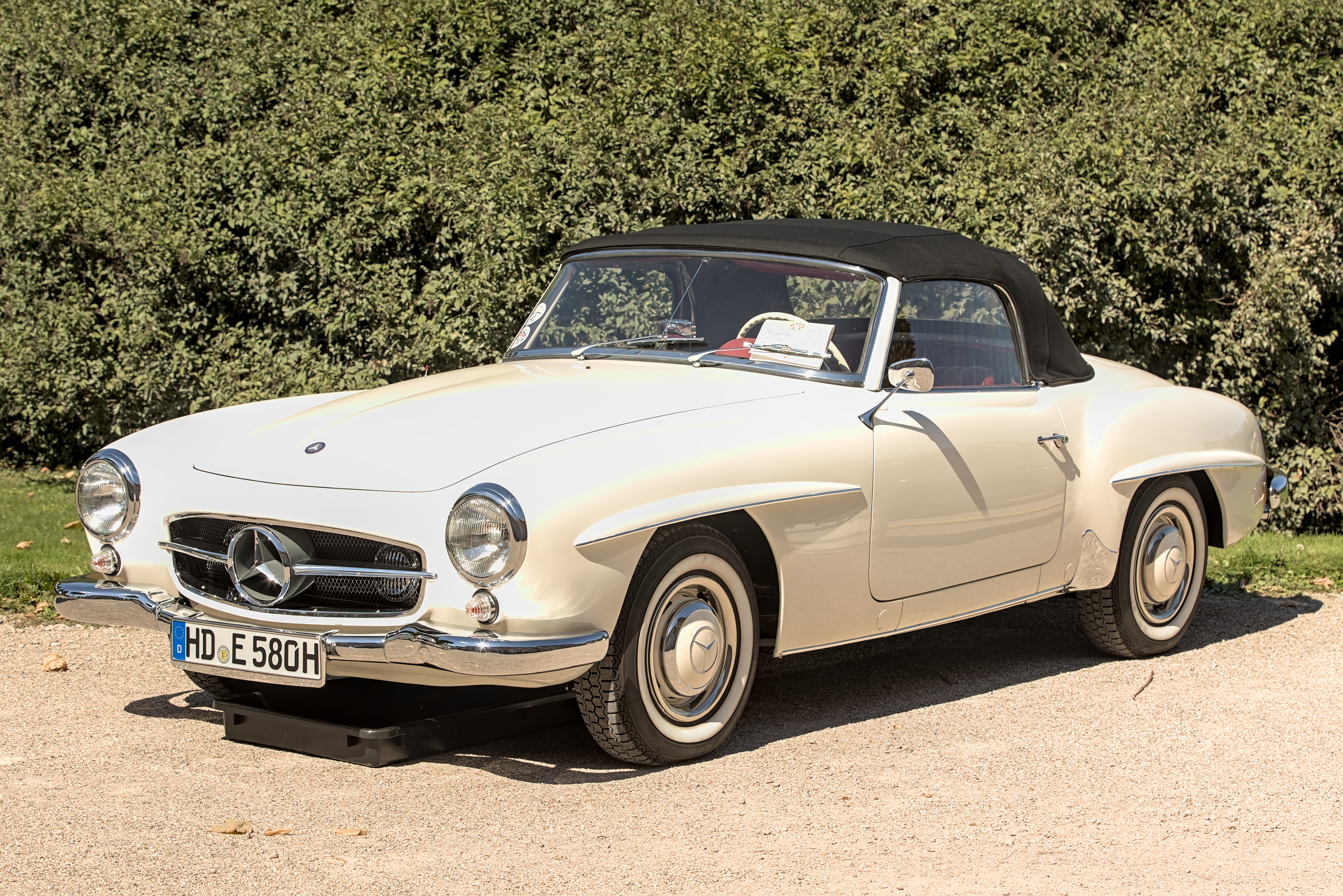
Mercedes-Benz W 121 B II (1955–1963)
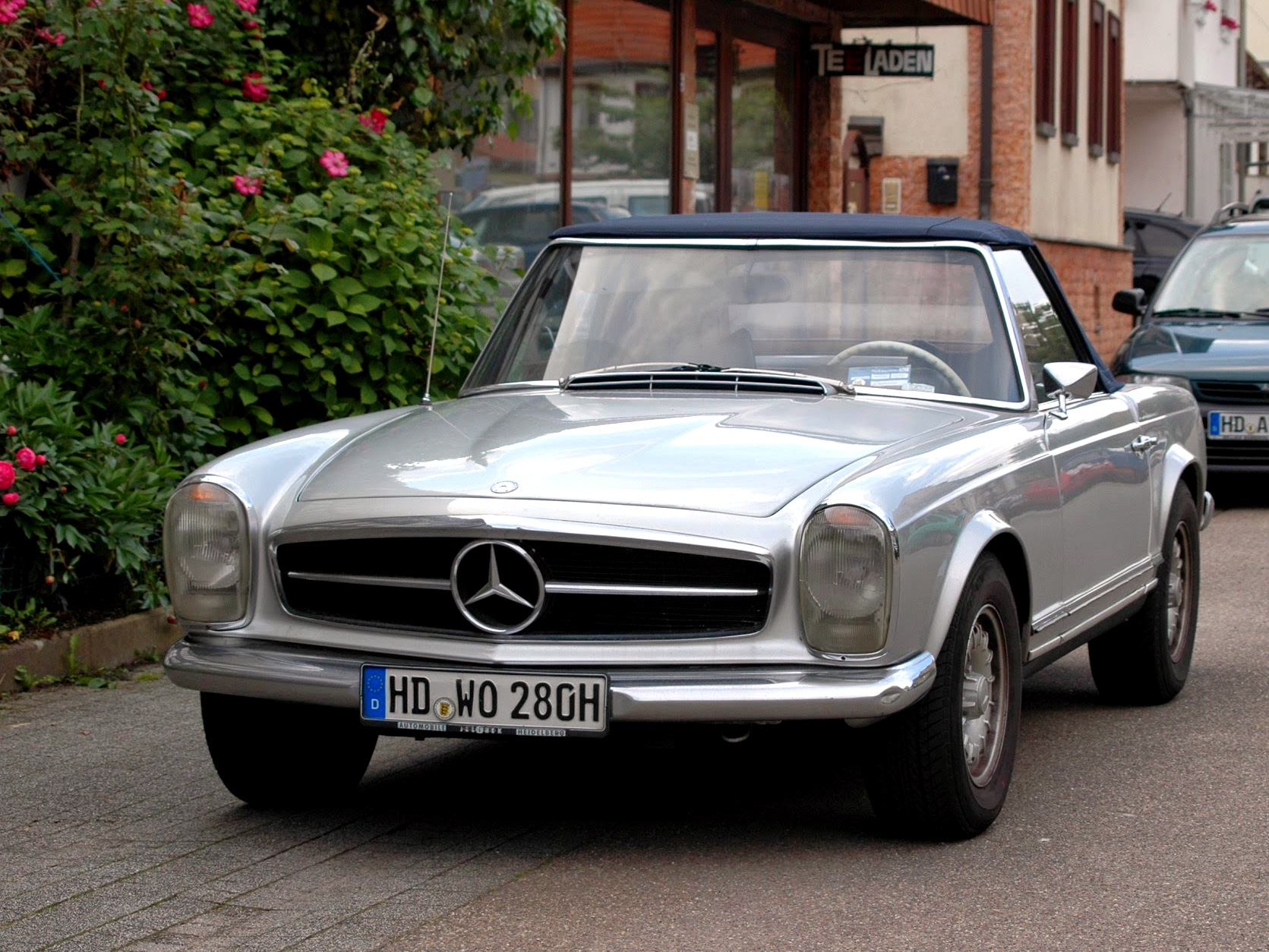
Mercedes-Benz W 113 (1963–1971)
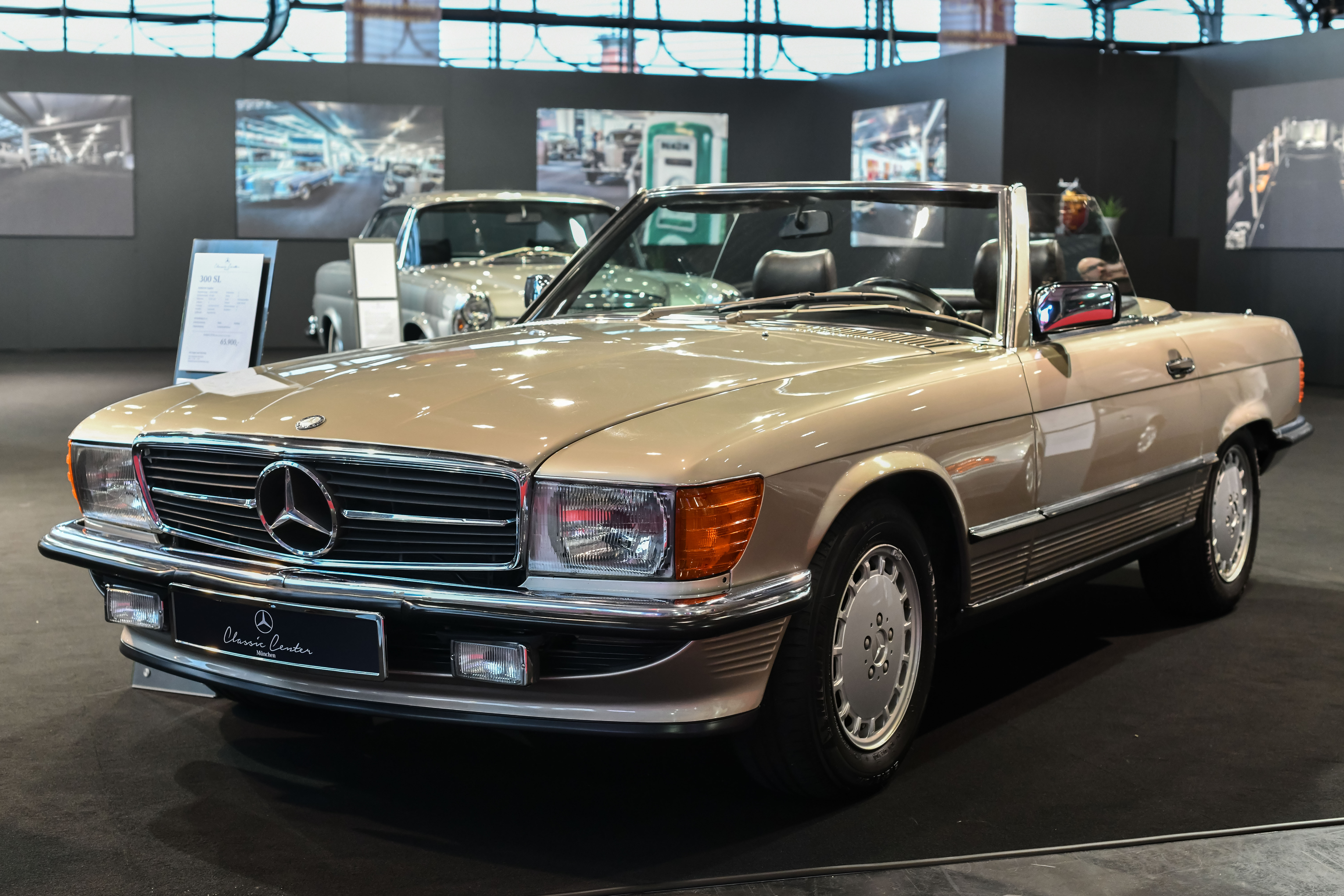
Mercedes-Benz R 107 (1971–1989)
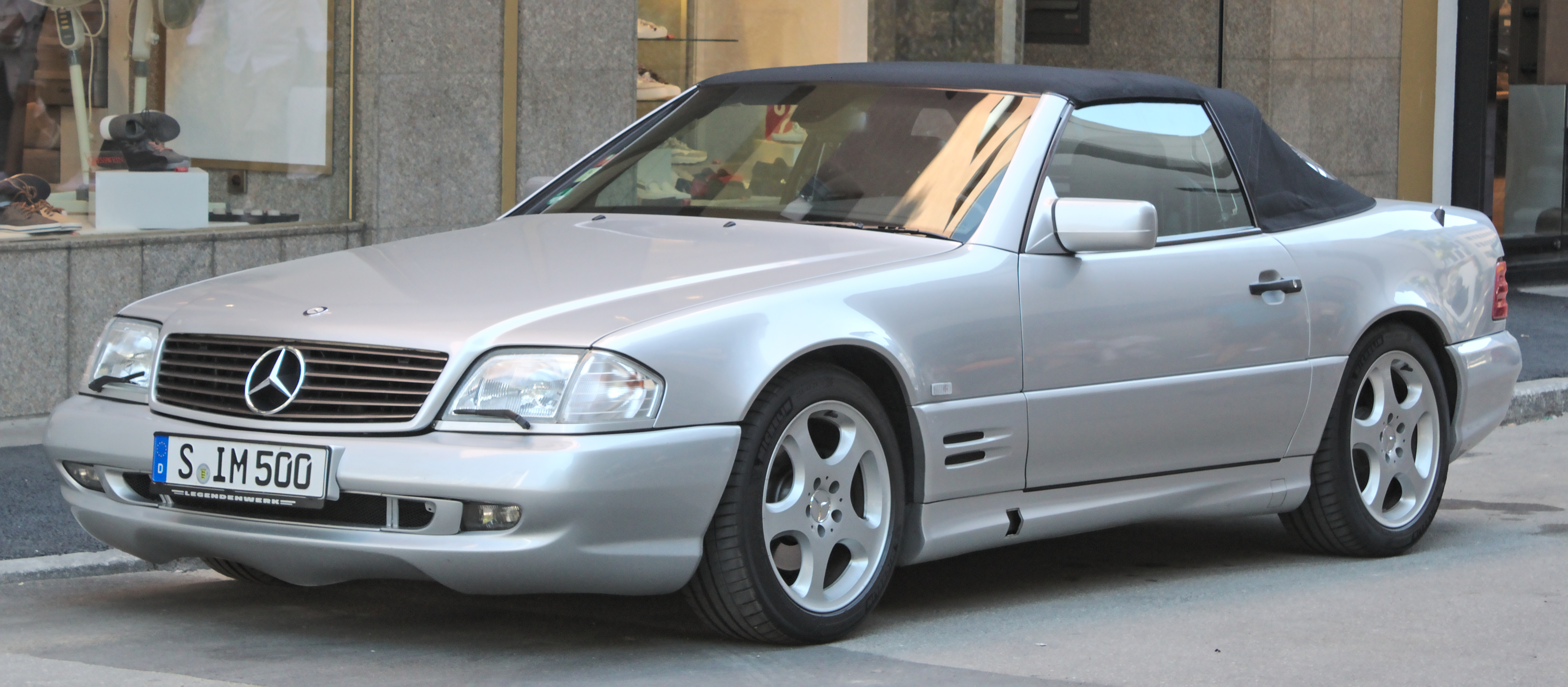
Mercedes-Benz R 129 (1989–2001)
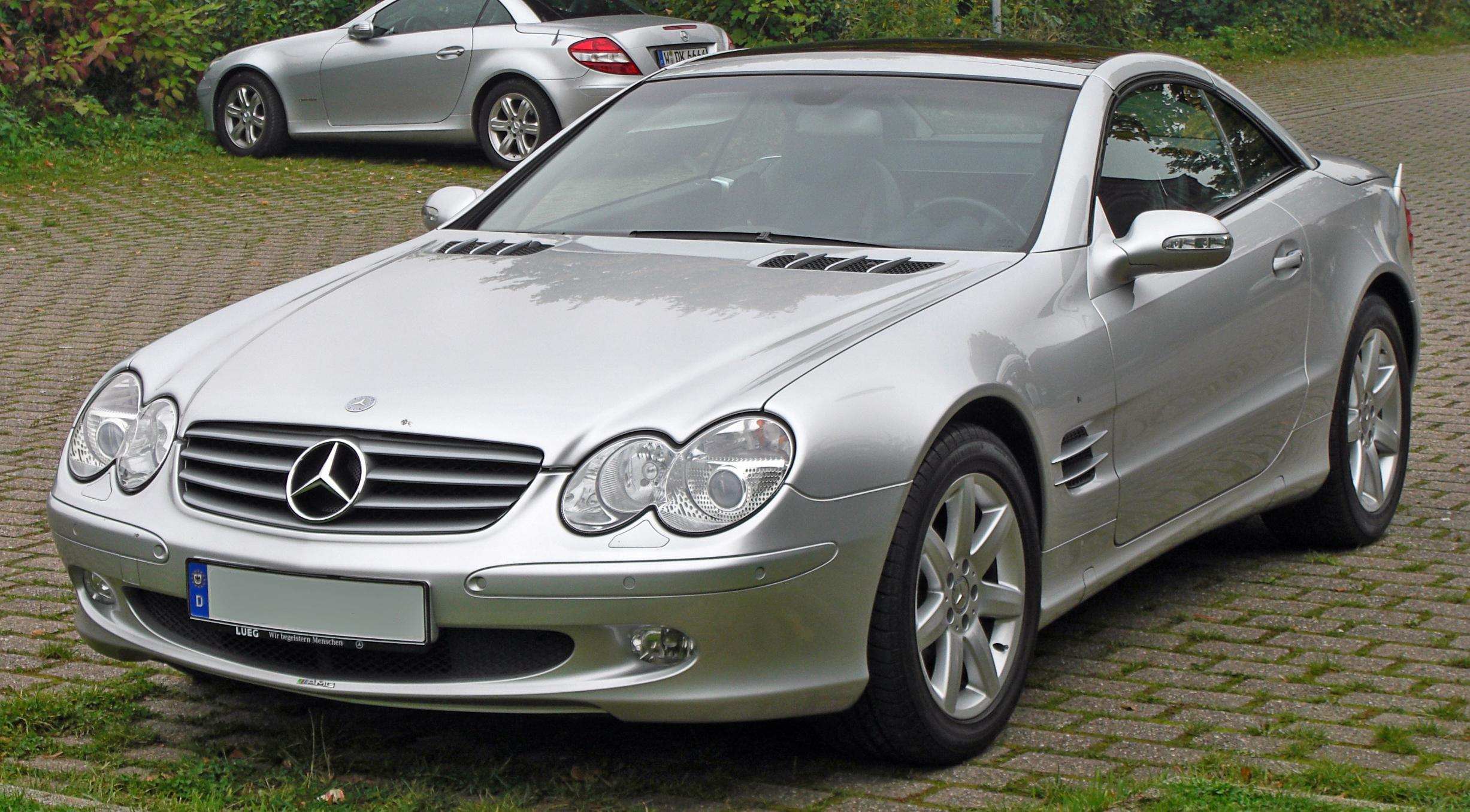
Mercedes-Benz R 230 (2001–2011)
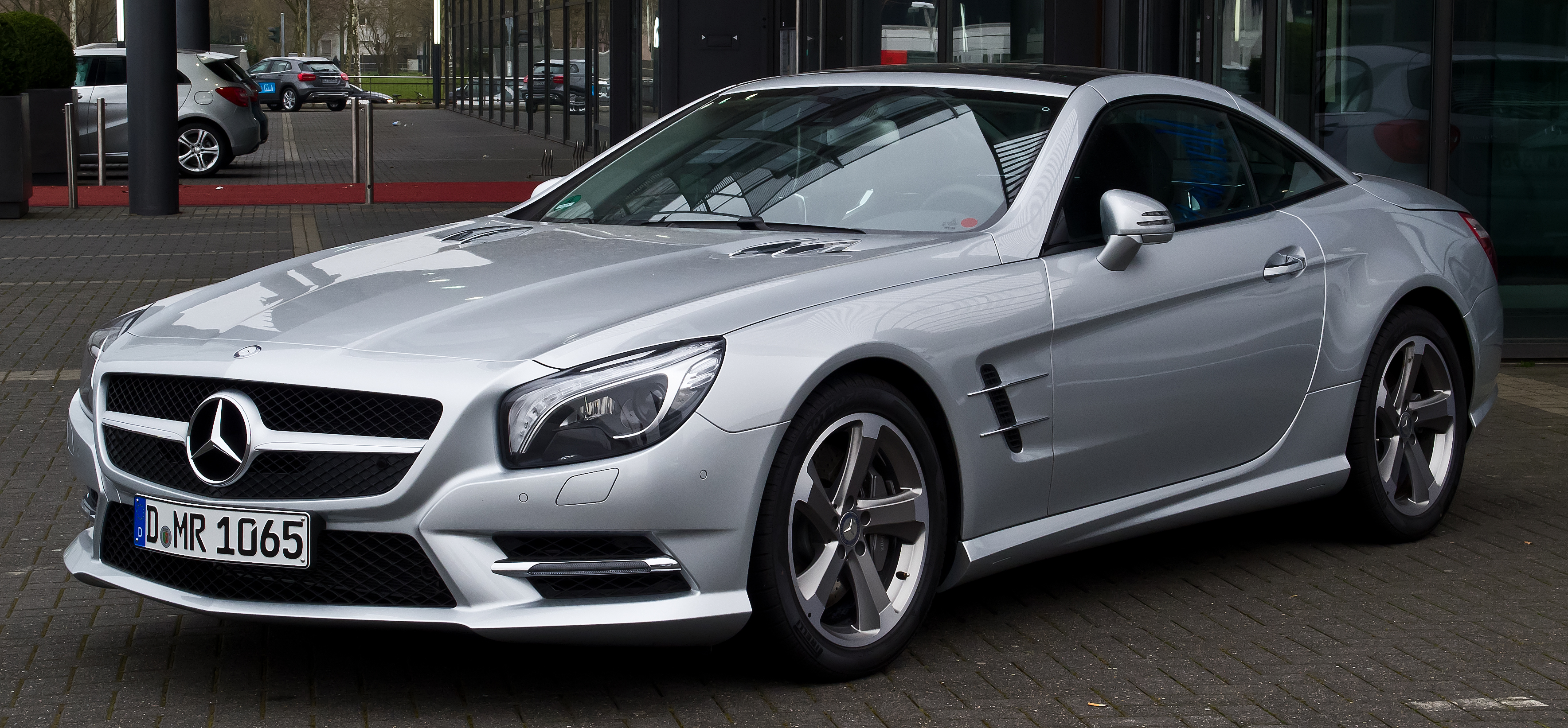
Mercedes-Benz R 231 (2012–2020)
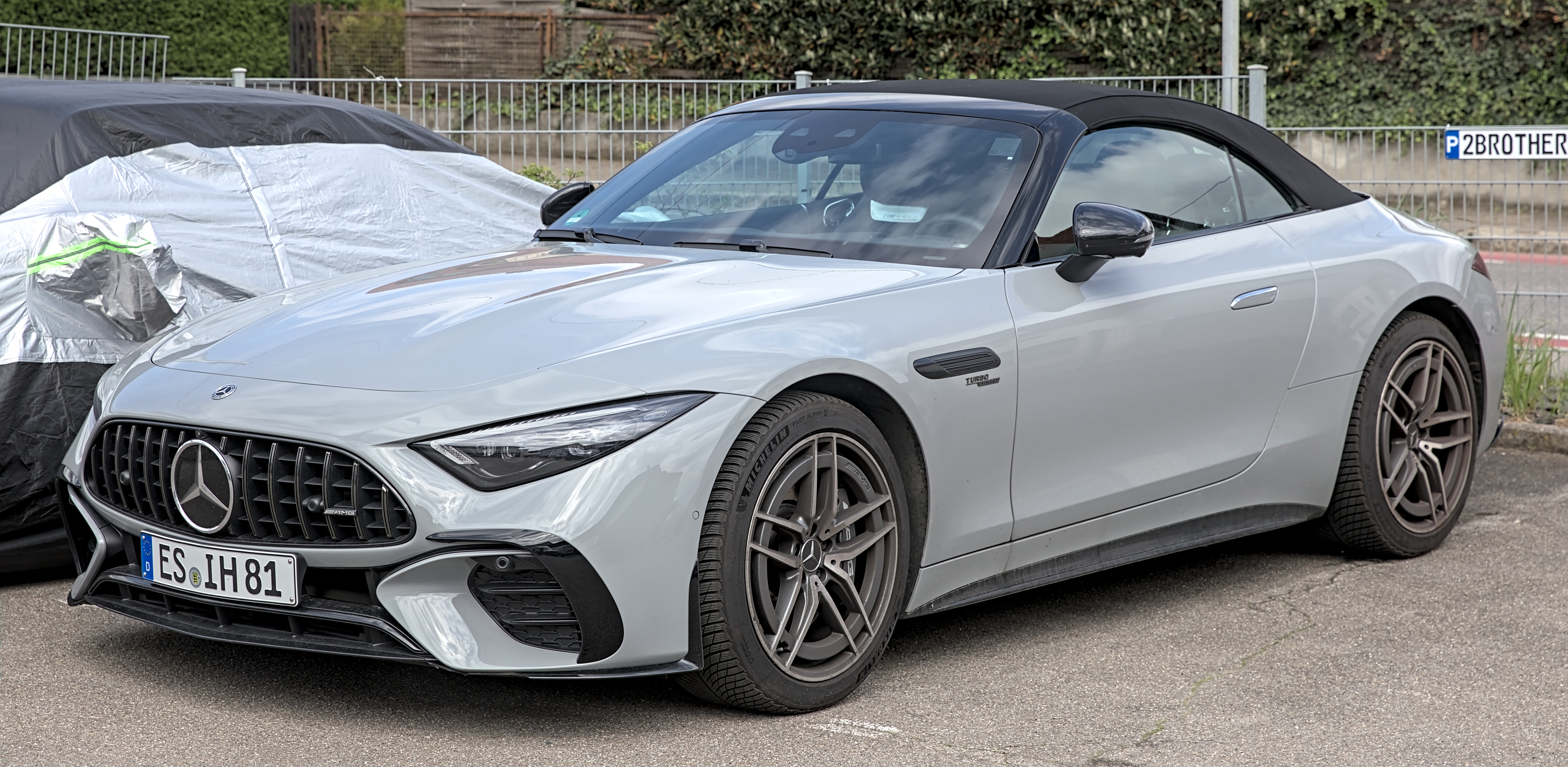
Mercedes-AMG R 232 (seit 2021)